# Levée stellaire
La levée stellaire est l'un des hypothétiques processus d'astro-ingénierie par lequel une civilisation suffisamment avancée (de classe Kardashev-II ou plus) pourrait prélever une partie substantielle de la matière d'une étoile. Cette matière peut ensuite être réutilisée ailleurs en plus d'optimiser la vie de l'étoile. Le terme semble avoir été inventé par David Criswell.
Les étoiles perdent déjà un petit flux de masse par le biais du vent solaire, des éjections de masse coronale, et d'autres phénomènes naturels. Au cours de la vie d'une étoile sur séquence principale, cette perte est généralement négligeable par rapport à la masse totale de l'astre. Cependant, lors de la fin de la vie d'une étoile, lorsqu'elle devient une géante rouge ou une supernova, une grande quantité de matière est éjectée. La levée stellaire fonctionne en manipulant le flux de plasma de l'étoile par le biais de champs magnétiques.
Les étoiles ont de profonds puits gravitationnels. L'énergie nécessaire à ces opérations est donc immense. Élever de la matière depuis la surface du Soleil vers l'infini nécessite 2,1 × 1011 J/kg. Cette énergie peut être fournie par l'étoile elle-même si l'énergie solaire est captée par une sphère de Dyson. 10 % de la puissance solaire permettrait à 5,9 × 1021 kilogrammes de matière d'être levés par an (0,000 000 3 % du Soleil de la masse totale), soit 8 % de la masse de la Lune.

## Les méthodes de levage

### Ascendance Thermique

Un mécanisme de "récolte" du vent solaire (RC = courant annulaire, MN = tuyères magnétiques, J = jet de plasma).

Le système le plus simple de levage consiste en une augmentation du flux de vent solaire par chauffage de petites régions de l'atmosphère stellaire. L’énergie serait apportée par laser ou par des faisceaux de micro-ondes ou de particules. Cette concentration d’énergie engendrerait une grande éruption solaire soutenue à l'emplacement visé. Cette éruption alimenterait le vent solaire.
Le flux solaire serait recueilli à l'aide d'un courant annulaire autour de l'équateur de l'étoile pour générer un puissant champ magnétique toroïdal avec ses dipôles au dessus des pôles de l'étoile. Une partie du vent solaire serait donc détournée dans des jets le long de l'axe de rotation stellaire passant par une paire de tuyères magnétiques. La tuyère magnétique permettrait de convertir une partie de l'énergie thermique du plasma en énergie cinétique aidant à refroidir le flux. L'anneau de courant nécessaire pour générer ce champ magnétique serait issu d'un accélérateur de particules composé de stations spatiales en orbite proche autour de l'équateur de l'étoile. Ces accélérateurs serait physiquement séparés les uns des autres, mais ils échangent entre eux deux faisceaux de charges opposées dans des directions opposées.

### «Huff-n-Puff»
Criswell a proposé un système dans lequel le champ magnétique pourrait être utilisé pour augmenter le vent solaire, sans nécessiter de chauffage supplémentaire de la surface de l'étoile. Il a surnommé la technique « Huff-n-Puff » en référence aux Trois Petits Cochons.
Dans ce système, l'anneau d'accélérateurs à particules ne serait pas en orbite. Au lieu de cela la force magnétique elle-même serait utilisée pour maintenir les stations à poste en lutant activement contre la gravité. Pour injecter de l’énergie dans l'atmosphère stellaire il faut :- Désactiver temporairement le système- Laisser les stations entamer une chute libre vers l'étoile- Rallumer les stations une fois la vitesse de chute suffisante.- Laisser les stations ralentir puis remonter en s'appuyant sur l’étoile par le biais du champ magnétique- Constater l’éjection d'une partie de l'atmosphère vers les tuyères polaires.-Répéter le processus de façon cyclique.
Un seul anneau stellaire donnerait un flux intermittent. Il est possible de lisser ce flux en utilisant plusieurs anneaux déphasés. À chaque instant il y aurait au moins un anneau en train de compresser l’étoile générant un flux pendant que les autres sont à une autre étape du cycle. L’énergie consommée par le système serait elle aussi plus régulière.

### Accélération centrifuge
Une alternative à la méthode précédente implique l'utilisation d'un champ magnétique toroïdal pour amplifier le vent solaire. Les stations sont alors disposées sur des orbites polaires. Les tuyères magnétiques sont par conséquent au dessus de l'équateur de l’étoile. L'ensemble du système tourne autour de l'étoile plus vite qu'elle ne tourne sur elle-même.

## La récolte de la matière prélevée
Le matériau de la levée d'une étoile sortira sous la forme de jets de plasma des centaines ou des milliers d'unités astronomiques de long, composés principalement d'hydrogène et d'hélium. Ces jets sont très diffus du point de vue de l'ingénierie classique. L'extraction de la matière utile et son stockage n'ont pas été complètement étudiés. Une approche possible serait de purifier les éléments utiles à l'aide de très grands spectroscopes de masse, de les refroidir par refroidissement laser, et de les condenser sur des particules de poussière pour la collection. De petites géantes gazeuses pourraient être construites à partir de l'excès d'hydrogène et d'hélium à stocker pour une utilisation future.

## Élevage stellaire
La durée de vie d'une étoile est déterminée la quantité de son « carburant » nucléaire, et la vitesse à laquelle elle l'utilise dans les réactions de fusion ayant lieu dans son noyau. Les grandes étoiles ont plus de carburant, mais l'augmentation de la pression résultant de cette masse supplémentaire augmente la vitesse de réaction; les grandes étoiles ont une durée de vie plus courte que les petites. Les théories actuelles de la dynamique stellaire suggèrent également qu'il y a très peu de mélange entre l'atmosphère, son manteau et son cœur, où la fusion a lieu, de sorte que la majeure partie du carburant ne sera jamais utilisé naturellement pour une grande étoile.
Théoriquement, à l'aide de la levée stellaire il serait possible de retirer arbitrairement une grande partie de la masse d'une étoile si le temps disponible est suffisant. De cette manière, une civilisation peut contrôler la vitesse à laquelle son étoile consomme du carburant, et l'optimiser selon ses besoins en privilégiant la durée ou la puissance. L'hydrogène et l'hélium extraits dans le processus peuvent servir dans de réacteurs à fusion artificiels. Sinon la matière récupérée est susceptible d'être assemblée en d'autres petites étoiles, pour améliorer l'efficacité de l'utilisation de la ressource. Théoriquement, toute la matière de l'étoile peut être convertie en énergie en fabriquant de petits trous noirs et en récupérant le rayonnement de Hawking qui s'en dégage.

## Dans la fiction
- Dans la série Stargate Universe, l'ancien vaisseau Destiny est alimenté par le plasma des étoiles. Le bateau glisse sur la surface d'une étoile juste avant de plonger en dessous de la photosphère.
- Dans le Star Wars franchise de Chevaliers de l'Ancienne République, la Forge stellaire est capable de levage stellaire.
- Le roman de Star Trek: Voyager – Le Soleil Assassiné.
- Dans L'Aube de la Nuit - Trilogie par Peter F. Hamilton, l'espèce alien, la Kiint, crée un arc de planètes autour de leur soleil de la masse extraite de leur étoile.
- Dans le Doctor Who, épisode « 42 », l'équipage du vaisseau Pentallian tire la matière d'une étoile utilisée comme carburant pour leurs vaisseaux.